# Annalisa (film)
Pour les articles homonymes, voir Annalisa.
Pour plus de détails, voir Fiche technique et Distribution.
Annalisa ou Il paese delle spose infelici (en français : Le pays des épouses malheureuses) 
est un film italien de Pippo Mezzapesa sorti en 2011. 
Le film est tiré du livre homonyme écrit par Mario Desiati et publié par Arnoldo Mondadori Editore en 2008.

## Synopsis
Francesco, surnommé Veleno habite un village des Pouilles. C'est un enfant issu d'une famille bourgeoise fasciné par la vie de ses camarades qui provenant de humbles familles populaires vivent dans des conditions d'apparente liberté et jouent dans une équipe de football amateur : la « Cosmica ». Zazà, le personnage le plus charismatique du groupe, transforme le timide et introverti Veleno en gardien de but, lui rend confiance et l'accepte dans le groupe après quelques épreuves d'initiation. Un jour, Zazà et Veleno assistent au « vol » d'Annalisa depuis le toit d'une église ; à partir de ce moment leur vie change. La mystérieuse jeune fille vit dans une petite villa dégradée située en dehors du centre. Elle habite seule et les deux amis commencent à la fréquenter, semblant en devenir amoureux.

## Fiche technique
- Titre original : Il paese delle spose infelici  (Le pays des épouses malheureuses)
- Titre français: Annalisa
- Réalisation :Pippo Mezzapesa
- Scénario :Mario Desiati (roman), Pippo Mezzapesa, Antonella Gaeta
- Décors : Sabrina Balestra
- Musique: Pasquale Catalano
- Photographie :Michele D'Attanasio
- Production : Domenico Procacci,
- Société de distribution : Fandango
- Pays d'origine :  Italie
- Langue originale : italien
- Format couleur
- Genre : Drame
- Durée : 82 minutes
- Date de sortie :
  -  Italie : 2011
  -  France : 1er août 2012

## Distribution
- Nicola Orzella: Veleno
- Antonio Gerardi: Vito
- Aylin Prandi: Annalisa
- Luca Schipani: Zazà
- Valentina Carnelutti: mère de Veleno
- Rolando Ravello: père de Veleno
- Vito Lopriore:
- Roberto Corradino: revendeur drogue
- Cosimo Villani:

## Production
- Production : Domenico Procacci,
- Société de distribution : Fandango

### Tournage
Les prises de vues ont été réalisées au printemps 2011, dans la province de Tarente entre les villes de Massafra et Palagiano, ainsi que dans la localité de Pino di Lenne, sur la  mer Ionienne. 
La scène d'introduction du film se déroule à Tarente avec l'établissement sidérurgique Ilva en arrière-plan.

### Bande son
- Clap your hands say yeah - Gimme Some Salt
- Girls in Hawaii - 9.00 am
- Calexico - Untitled III
- Balanescu Quartet - Aria
- Pasquale Catalano - Cenzoum
- Nino Buonocore - Scrivimi
- Robert Miles - Children
- Arcangelo Corelli - La Follia
- Francesca Gollini - Rosso

## Distinctions

### Prix
En concours au festival international du film de Rome de 2011.